# Velleguindry-et-Levrecey
 Velleguindry-et-Levrecey es una población y comuna francesa, situada en la región de Franco Condado, departamento de Alto Saona, en el distrito de Vesoul y cantón de Scey-sur-Saône-et-Saint-Albin.

## Demografía
| 81 | 88 | 108 | 106 | 125 | 150 |
| Para los censos de 1962 a 1999 la población legal corresponde a la población sin duplicidades (Fuente: INSEE [Consultar]) |    |     |     |     |     |